# Мая Хоук
Мая Рей Търман Хоук (на английски: Maya Ray Thurman Hawke) е американска актриса, модел и певица-композиторка. След като започва кариерата си като модел, Хоук прави своя дебют на екрана в ролята на Джо Марч в адаптацията „Малки жени“ на BBC през 2017 г. Тя влиза в образа на Робин Бъкли в научнофантастичния сериал на Netflix „Странни неща“ и играе поддържащи роли във филмите „Имало едно време в Холивуд“, „Човешкият капитал“, „Mainstream“ и „Улица на страха, част първа: 1994“. Хоук е дъщеря на актрисата Ума Търман и на актьора Итън Хоук.

## Ранен живот
Хоук е родена на 8 юли 1998 г. в Ню Йорк като най-голямото от двете деца на актьорите Итън Хоук и Ума Търман. Родителите ѝ се запознават на снимачната площадка на филма „Гатака“. Сключват брак през май 1998 г. и се развеждат през 2005 г. Хоук има брат. Тя има и две полусестри от втората съпруга на баща си, Райън Шоухъс. Има още една полусестра от бившия годеник на майка си, финансиста Арпад Бусон.
По бащина линия Хоук е далечен братовчед на драматурга Тенеси Уилямс. По майчина тя е внучка на будисткия учен Робърт Търман и на модела баронеса Нена фон Шлебрюге. Майката на Шлебрюге, Биргит Холмквист, също е била модел, като е позирала за статуята Famntaget на Аксел Еббе, която понастоящем се намира в Смигехук, Швеция.
Хоук страда от дислексия, поради което по време на началното си образование често сменя училищата си и в крайна сметка е записана в училището „Сейнт Ан“ – частно училище в Бруклин, Ню Йорк, в което се набляга на художественото творчество и не се поставят оценки. Артистичната среда в крайна сметка я насочва към актьорското майсторство. Хоук участва и в летни курсове в Кралската академия за драматично изкуство в Лондон и в студиото по актьорско майсторство „Стела Адлер“ в Ню Йорк. Учи за бакалавърска степен по актьорско майсторство в училището Джулиард в продължение на една година, преди да се откаже, след като приема ролята си в „Малки жени“.

## Кариера

### Като модел
Подобно на майка си и баба си, в началото на кариерата си Хоук работи като модел за Вог. Избрана е и за лице на колекцията на британската модна верига AllSaints за 2016/2017 г. През 2017 г. участва като едно от няколкото лица във видеокампанията за асортимент бельо на Келвин Клайн, режисирана от София Копола.
Хоук е изборът на София Копола за главната роля на „Малката русалка“ в планираната игрална адаптация на Юнивърсъл Студиос. Продуцентите обаче предпочитат по-известната Клоуи Грейс Морец. Този и други конфликти в крайна сметка довеждат до напускането на Копола от проекта. Морец също се отказва.
Хоук прави актьорския си дебют през 2017 г. в ролята на Джо Марч в адаптацията на минисериала на BBC „Малки жени“. През септември 2018 г. участва в трилъра „Ladyworld“, режисиран от Аманда Крамер. По-късно Хоук изпъква с ролята си на Робин Бъкли в третия сезон на сериала „Странни неща“ на Нетфликс, който излиза през 2019 г. Също така през същата година Хоук играе Линда Касабиан/„Flowerchild“ във филма на Куентин Тарантино „Имало едно време в Холивуд“ и участва в трилъра на Марк Майерс „Човешки капитал“, който е базиран на едноименния роман на Стивън Амидън от 2004 г.
През 2020 г. Хоук се снима във втория филм на Джия Копола „Mainstream“, заедно с Андрю Гарфийлд. През същата година тя гостува в петия епизод на минисериала „Добрата птица господар“, в който участва и баща ѝ Итън Хоук. Тя играе ролята на Ани Браун, дъщерята на образа, в който баща ѝ влязъл. През юни се появява във филма „Италиански проучвания“, написан и режисиран от Адам Леон. Премиерата на филма е на филмовия фестивал в Трайбека, а по-късно излиза на екран на 14 януари 2022 г. По-късно същия месец тя се появява като Хедър във филма на ужасите на Нетфликс „Улица на страха, част първа: 1994“. През 2021 г. участва и в spin-off подкаст сериал, базиран на героинята ѝ от Stranger Things, Rebel Robin: Surviving Hawkins / „Въстаницата Робин, оцеляваща в Хокинс“. Участва в друга сценарна подкаст поредица, The Playboy Interview / „Плейбой интервю“, в която играе Хелън Гърли Браун.
Хоук ще участва в тъмната комедия на Нетфликс от 2022 г. Strangers / „Непознати“ заедно с Камила Мендес. През април 2022 г. получава роля в биографичния филм на Брадли Купър за Ленард Бърнстейн, „Маестро“, с участието на Купър и Кери Мълиган. През май се съобщава, че е получила кастинг за участие в предстоящия филм „The Kill Room“ заедно с майка си Ума Търман и Самюъл Джаксън. През юли е обявено, че тя ще участва като гост-звезда във филма на Дисни „Лунното момиче и дяволският динозавър“ на Марвел, чиято премиера е насрочена за 2023 г. Тя ще участва и в предстоящата романтична драма на Уес Андерсън Asteroid City / „Астероиден град“, чиято премиерна дата засега е неизвестна.

### Музика
Хоук е казвала, че фолклорната музика е повлияла на музикалната ѝ кариера, включително изпълнители като Ленард Коен, Пати Смит и Джони Мичъл. Вдъхновява се от „велики лирици“ като Коен и Боб Дилън, тъй като според нея „музиката е най-добрият начин за предаване на поезия“.
През август 2019 г. Хоук издава първите си два сингъла: „To Love a Boy“ и „Stay Open“. Песните са написани и записани от Хоук и певицата и авторка на песни Джеси Харис, носителка на награда „Грами“. В началото на 2020 г. Хоук изнася поредица от самостоятелни концерти в Ню Йорк, които са първите ѝ самостоятелни изпълнения на живо като музикант. Във всеки от тези концерти Хоук е подкрепена съответно от Бенджамин Лазар Дейвис, Тот, Уил Графи и Ник Сианси. На 18 март 2020 г. Хоук издава първия сингъл „By Myself“ и обявява дебютния си албум, озаглавен Blush, на фона на протестите Black Lives Matter през 2020 г. Хоук пише: „Чувствам, че това не е време за самореклама. Това е време за активизиране, образование и самоанализ." Вторият сингъл от албума, Coverage, е пуснат на 22 април 2020 г., преди на 28-и да бъде пуснат музикалният му клип, режисиран от бащата на Мая – Итън Хоук. Първоначално предвиден за издаване на 19 юни 2020 г., Blush е отложен за 21 август 2020 г. За да подкрепи издаването на Blush, Хоук се появява като музикален гост за първи път в кариерата си в The Today Show в края на август 2020 г.
На 29 юни 2022 г., заедно с издаването на сингъла „Thérèse“, Хоук обяви втория си албум Moss, който трябва да излезе на 23 септември 2022 г. 

## Филмография
| Denotes productions that have not yet been released | Обозначава продукции, които все още не са пуснати |

### Филм
| Година          | Заглавие                          | Оригинално заглавие           | Роля            | Бележки           | Изт.          |
| --------------- | --------------------------------- | ----------------------------- | --------------- | ----------------- | ------------- |
| 2018            |                                   | Ladyworld                     | Роми            |                   | [ 51 ] [ 52 ] |
| 2019            | Имало едно време в Холивуд        | Once Upon a Time in Hollywood | „Дете цвете“    |                   | [ 53 ]        |
| 2019            | Човешкия капитал                  | Human Capital                 | Шанън           |                   | [ 54 ]        |
| 2019            |                                   | As They Slept                 | Марагрет        | Късометражен филм |               |
| 2019            |                                   | Memory Xperiment: Kathy Acker | Кати Акър       | Късометражен филм |               |
| 2020            | Да не правиш нищо                 | Mainstream                    | Франки          |                   | [ 55 ]        |
| 2021            | италианистика                     | Italian Studies               | Ерин            |                   | [ 56 ] [ 57 ] |
| 2021            | Улица на страха, част първа: 1994 | Fear Street Part One: 1994    | Хедър           |                   | [ 58 ]        |
| 2022            |                                   | Bay of Cadiz                  | Жена            | Късометражен филм |               |
| 2022            |                                   | Do Revenge                    | Елинор          |                   | [ 59 ]        |
| 2023            | Астероид сити                     | Asteroid City                 | Джун Дъглас     |                   |               |
| 2023            | Маестро                           | Maestro                       | Джейми Бърнщайн |                   | [ 60 ]        |
| 2023            |                                   | Wildcat                       | Фланери Оконър  | Продуцент         |               |
| 2023            |                                   | The Kill Room                 | Грейс           |                   | [ 61 ]        |
| Астероиден град | TBA                               | Пост продукция                | [ 62 ]          |                   |               |

### Телевизия
| година        | Заглавие                                        | Роля        | Бележки                            |        |
| ------------- | ----------------------------------------------- | ----------- | ---------------------------------- | ------ |
| 2017 г        | Малки жени                                      | Джо Марч    | Минисериал                         | [ 51 ] |
| 2018 г        | Овощна къща: Домът на малките жени              | себе си     | Специален документален филм        |        |
| 2019–настояще | Странни неща                                    | Робин Бъкли | Главна роля (сезон 3 – до момента) | [ 63 ] |
| 2020 г        | Добрата птица господар                          | Ани Браун   | Минисериал                         | [ 64 ] |
| 2022 г        | Последните филмови звезди                       | себе си     | ТВ документален филм               |        |
| 2023 г        | Лунното момиче на Marvel и дяволският динозавър | TBA         | Гост                               | [ 65 ] |

### Музикални видеоклипове
| година | Заглавие                   | Художник | Албум       | Бележки           |        |
| ------ | -------------------------- | -------- | ----------- | ----------------- | ------ |
| 2020 г | „Сам“                      | Мая Хоук | Blush       |                   |        |
| 2020 г | „Има ли нещо във филмите?“ | Самия    | Бебето      |                   | [ 66 ] |
| 2020 г | „Щедро сърце“              | Мая Хоук | Изчервяване | Също и сърежисьор |        |
| 2021 г | „Син хипопотам“            | Мая Хоук |             |                   |        |
| 2022 г | „Терез“                    | Мая Хоук | мъх         |                   | [ 67 ] |

### Подкаст
| година | Заглавие                              | Роля              | Бележки     |
| ------ | ------------------------------------- | ----------------- | ----------- |
| 2021 г | Въстаницата Робин, оцеляваща в Хокинс | Робин Бъкли       | Главна роля |
| 2021 г | Плейбой интервю                       | Хелън Гърни Браун | Главна роля |

## Дискография

### Студийни албуми
| година | Заглавие                             | Албум         |        |
| ------ | ------------------------------------ | ------------- | ------ |
| 2019 г | „Да обичаш момче“ / „Остани отворен“ | [ 68 ] [ 69 ] |        |
| 2020 г | „Сам“                                | Blush         | [ 70 ] |
| 2020 г | Coverage                             | Blush         | [ 71 ] |
| 2020 г | „Толкова дълго“                      | Blush         |        |
| 2020 г | Generous Heart                       | Blush         | [ 72 ] |
| 2021 г | „Син хипопотам“                      | [ 73 ]        |        |
| 2022 г | „Терез“                              | мъх           | [ 74 ] |

## Награди и номинации
За работата си по Stranger Things, Хоук печели наградата за най-добра поддържаща актриса в стрийминг презентация на 45-те награди Saturn  и е номинирана за изключително представяне от ансамбъл в драматичен сериал на 26-те награди на Гилдията на актьорите. 